# Цанко Лавренов
Цанко Иванов Лавренов (с рождено име Александър-Стефан Иванов Лавренов) е български художник-живописец.

## Биография
Роден е в Пловдив на 24 ноември 1896 г. Още по време на ученическите си години във Френския католически колеж „Свети Августин“, в родния си град, знае, че ще се посвети на изкуството.
През 1921 и 1922 г. посещава частното художествено училище „Света Анна“ във Виена. Среща се с модерното европейско изкуство, впечатлява се от сецесиона и експресионизма. Не успява да получи академично образование, но с още по-голяма убеденост се отдава на художническото поприще.
Първата работа, която му носи известност е акварелната рисунка „Иконописец“ от 1926 г., изпълнена в традицията на средновековната миниатюра. Скоро след нея се появяват и първите пейзажи от Стария Пловдив и Рилския манастир.
След завръщането си в Пловдив развива активна творческа и обществена дейност, свързана с изложбите на Дружеството на южнобългарските художници. Един от върховете в творчеството му е големият живописен цикъл, създаден след пътуванията му до Света Гора (1935 – 1936).
Цанко Лавренов е автор на Стопанската карта на България в българския павилион на Световното изложение в Париж през 1937 г.
Заедно със съпругата си Йорданка се установяват в София в края на 1930-те и началото на 1940-те години. По време на Втората световна война е мобилизиран в Битоля. Посещава Скопие, Прилеп, Велес и Охрид. По това време рисува „Манастирът Св. Пантелеймон при Велес“, „Манастирът Трескавец при Прилеп“, „Манастирът Св. Иван Канео“, „Манастирът Св. Наум“. След поредното си завръщане в Пловдив през 1943 г., Цанко Лавренов участва в конкурса „Куршум хан“ и го печели с едноименната си картина.
През 1946 г. създава „Манастирът Зограф“ и завършва „Старият Пловдив“ – диптих. След дълъг период на проучване в Търново, през 1947 г. създава монументалната картина „Търново, столица на Второто Българско царство“. В годините на отричането на съдържателното изкуство и обявяването му за „формализъм“ Лавренов пише статии и критика, а семейството се издържа благодарение на шивашкото ателие на съпругата му Йорданка.
Възможностите му да бъде добър композитор и изящен живописец се проявяват в големите картини, показващи някои от строежите на „новото време“ - социализма. Такива са „Строежът на язовир „Беглика“ (1956), „Язовир „Васил Коларов“ (1956), „Строежът в центъра на София“ (1954 – 1966). По това време рисува и „Ранна пролет в планината“ (1952), „Седлото“ (1955), „Мушанки“ и „Лалета“ (1955).
Краят на 1950-те години бележи началото на нов творчески и житейски импулс. Цанко Лавренов заема полагащото му се място в културния елит на страната. Участва в съвместната изложба с Владимир Димитров – Майстора в Лиеж, Белгия, през 1958 г.
През 1964 – 1967 г. урежда самостоятелни изложби в Прага, Будапеща, Варшава, Западен Берлин и Москва.
Емблематични за творчеството му остават „Селски панаир в Пловдив“ (1967), мислена и преживявана повече от 30 години, изящната и празнична „Малка нощна музика“ (1967). През 1968 г. следва „Габрово 1847“ - картина, работена повече от две години. Изучил обстойно историята на Габрово, художникът се спира на един важен момент – Първото просветно събрание, начело с Васил Априлов. На фона на старото Габрово в църковния двор Априлов е събрал местните първенци и ги приканва да подпомогнат финансово строежа на училището. През същата година Лавренов проектира декорите за танцовата драма „Нестинарка“ от Марин Големинов, поставена с голям успех в Софийската опера.
Лавренов отказва да продава своите картини на световни музеи и галерии, на частни колекционери. Издирва и откупува картини, продадени преди години. „Един живот не стига“, пише Цанко Лавренов в писмо до приятел.
Освен като художник, Цанко Лавренов има солидно присъствие в културния живот с активната си критична дейност по въпросите на изобразителното изкуство. Оставя голям масив от публикации, научни рецензии, монографични изследвания за художници.
Нееднократно през годините споделя, че е привържник на футболния клуб Ботев от родния си град Пловдив. 
Умира на 18 октомври 1978 г. в град София.

## Картини
- „Старият Пловдив“ – графика
- „Рилски манастир“ (1942)
- „Светогорският манастир Хилендар“ (1942)
- „Смолянски езера“ – пейзаж (1946)
- „Пловдив“ (1946)
- „Рилски манастир“ (1950)
- „Малка нощна музика“ (1967)
- „Пловдивски възрожденци“ (1970)
- „Иконописецът“
- „Хисар капия“ – графика
- „Ламартиновата къща“ – графика
- „Кулата на Сахаттепе“ – графика
- „Джамбазтепе“ – графика
- „Имарет джамия“ – графика
- „Новият мост на Марица“ – графика

## Монографии
Цанко Лавренов е автор на монографии за художниците Веселин Стайков (1955), Елисавета Консулова-Вазова (съвместно с Бинка Вазова(майка ѝ), 1956), Златю Бояджиев (1958), на мемоарната книга „По стръмната пътека“ (1968) и на голям брой студии и статии по въпроси на изкуството.

## Почетни звания
Удостоен със званията „Заслужил художник“ (1952), „Народен художник“ (1954). Лауреат на Димитровска награда (1968) и Герой на социалистическия труд (1969).

## Други
- Националната художествена гимназия в град Пловдив носи името на Цанко Лавренов.
- На Цанко Лавренов е наречена улица в квартал „Манастирски ливади“ в София (Карта).
- Името на Цанко Лавренов носи морският нос Цанко Лавренов на остров Робърт, Южни Шетлъндски острови, Антарктика.[2]

## Галерия
- Паметна плоча на художник „Цанко Лавренов“, Пловдив
- ГХГ Музейна експозиция Цанко Лавренов, Пловдив
- ГХГ Музейна експозиция Цанко Лавренов, Пловдив
- Цанко Лавренов рисува, 1958 г.